# Joseph Nießen
Joseph Nießen (* 27. März 1864 in Straeten, Gem. Waldenrath; † 7. Juli 1942 in Bonn) war ein deutscher Natur- und Heimatforscher, Botaniker und Hochschullehrer.

## Leben
Peter Joseph Nießen wurde 1864 in Straeten im Selfkant (heute zu Heinsberg) geboren. Nach dem Besuch der achtjährigen Volksschule an der Präparandenanstalt und dem Lehrerseminar zum Volksschullehrer ausgebildet, unterrichtete er an verschiedenen katholischen Volksschulen in Eppinghoven, Mündelheim, Hüls und Ober-Mettmann, Heimatkunde und Biologie und legte 1894 und 1895 in Koblenz seine Mittelschullehrer- und Rektorprüfung ab, bevor er 1901 als Seminarlehrer an das Königliche Katholische Lehrerseminar im ehemaligen Franziskanerkloster Kempen berufen wurde. Von 1913 an war er am Katholischen Lehrerseminar in Brühl als Seminaroberlehrer und Seminarstudienrat tätig, bis er 1926 als Dozent an die neugegründete Pädagogische Akademie Bonn berufen wurde. 1927 erhielt er den Titel Professor. Mit Erreichen der Altersgrenze 1929 trat er in den Ruhestand, lehrte aber als Lehrbeauftragter für Biologie noch ein weiteres Jahr an der Pädagogischen Akademie.
Nießen beschäftigte sich ausführlich mit den Motten und Landwehren im ehemaligen Kreis Kempen und dem übrigen Rheinland. 1912 ließ er Grabungen vornehmen und veröffentlichte 1913 das erste Verzeichnis der Naturdenkmäler am linken Niederrhein. Ferner gründete er den Verein für naturwissenschaftliche Erforschung des Niederrheins und den Brühler Eifelverein und hielt zahlreiche Vorträge. 1929 wurde er zum Kreisbeauftragten für Naturschutz im Stadt- und Landkreis Bonn berufen und blieb es bis zu seinem Tod 1942. In dieser Zeit stellte er ein vollständiges Verzeichnis von 149 Naturdenkmalen auf. Von 1911 bis zu seiner Versetzung an das Lehrerseminar in Brühl 1913 war er Herausgeber der illustrierten Halbmonatszeitschrift Der Niederrhein. Seinem Interesse für Biologie, besonders die Botanik, entstammte die noch heute bedeutende zweibändige Rheinische Volksbotanik von 1936 bzw. 1937.
Er starb 1942 und wurde auf dem Kessenicher Bergfriedhof in Bonn beerdigt. Ein Sohn aus der Ehe mit Bertha Hauses war der Bonner Gymnasiallehrer und Heimatforscher Josef Nießen.

## Werke
- Ignaz Demeters Grundsätze der Erziehung und des Unterrichts. Schöningh 1895
- Die beliebtesten Blumen und Zierpflanzen, ihre naturgeschichtlichen Merkmale, ihre Anzucht und Pflege, 1902
- Sagen und Legenden vom Niederrhein, zwei Bände, 1909 bzw. 1911
- Rheinische Volksbotanik: Die Pflanzen in Sprache, Glaube und Brauch des rheinischen Volkes in zwei Bänden 1. Die Pflanzen in der Sprache Volkes, Bonn 1936; 2. Die Pflanzen im Volksglauben und Volksbrauch, Bonn 1937